# Objects of Desire and Other Complications
Objects of Desire and Other Complications je páté studiové album české skupiny Monkey Business. Vydáno bylo v roce 2007 společností Columbia Records a jeho producentem byl vůdce skupiny Roman Holý. Kromě členů kapely se na desce podílelo několik hostů, včetně Ondřeje Smeykala a souboru Epoque Quartet.

## Seznam skladeb
1. Time for the Payback
2. A Song for All Nations
3. Allah Took My Tartar Sauce
4. God Is a Golie
5. Kit Bike
6. Even Eternity Will End of One Day
7. Amp on 11
8. Ace Kisser
9. For Away from Evil Horses
10. My Day Is a Russian Play
11. Objects of Desire and Other Complications